# هیوندای انتورج
هیوندای انتورج (به انگلیسی: Hyundai Entourage) خودرویی است که در سال‌های ۲۰۰۶ تا ۲۰۰۹ تولید شده‌است.
این خودرو در کلاس مینی‌ون قرار گرفته‌است. سیستم جعبه‌دندهٔ آن به صورت خودکار است.